# Amphritea japonica
Espèce
Amphritea japonica est une des espèces du genre de bactéries Amphritea de la famille Oceanospirillaceae de l'ordre Oceanospirillales. Ce sont des bactéries marines à Gram négatif de la classe des Gammaproteobacteria dans le phylum Pseudomonadota qui ont été isolées au Japon.

## Historique
Durant des recherches sur l'écosystème autour de carcasses de cachalots dans les fonds océaniques au large de Kagoshima (Japon), le ROV HyperDolphin a remonté des prélèvements qui ont permis l'isolement de trois souches bactériennes. Ces souches sont à l'origine de la description de l'espèce Amphritea japonica et aussi de l'espèce Amphritea balenae. Les prélèvements ont été effectués à une profondeur de 228 m à 428 m. Les deux noms sont validés par l'ICSP et publiés en mars 2009 dans une publication de l'IJSEM.

## Taxonomie

### Étymologie
L'étymologie du nom de l'espèce Amphritea japonica est la suivante : ja.po’ni.ca N.L. fem. adj. japonica, appartenant au Japon, où la bactérie a été isolée,. 

### Phylogénie
Les analyses phylogénétiques, basées sur les séquences du gène ARNr 16S, ont montré une similarité de plus de 99 % entre les séquences des souches JAMM 1866, JAMM 1525 et celle d'un clone nommé R21 obtenue d'une bactérie symbiote du ver tubicole Osedax japonicus. Ces analyses ont montré une similarité de ces séquences de près de 97,8 % avec la séquence de l'espèce Amphritea atlantica révélant une probable appartenance au genre bactérien Amphritea. Les résultats d'homologies de séquences présentaient plus de différences avec les séquences des genres Neptunomonas (92,6 % à 94,3 %), Oceanospirillum (91,3 % à 93,2 %) et de l'espèce Neptuniibacter caesariensis (94 % environ).
Les hybridations ADN-ADN montrent que les souches JAMM 1866 et JAMM 1548 font partie de la même espèce qui sera Amphritea japonica tandis que les résultats, moins de 18 % d'hybridation avec la souche JAMM 1525 feront de celle-ci la souche type de l'espèce Amphritea balenae.

### Souche type
La souche type de cette espèce Amphritea japonica est la souche JAMM 1866 déposée dans diverses banques de culture bactériennes sous les numéros ATCC BAA-1530 (American Type Culture Collection) et JCM 14782,.

## Description
Les bactéries de l'espèce Amphritea japonica sont des bacilles à Gram négatif ne formant pas de spores et qui sont mobiles par l'intermédiaire d'un flagelle polaire unique. Elles ont un métabolisme chimio-organotrophe et sont anaérobies facultatives. Leurs dimensions sont de 0,6 µm à 0,9 µm de diamètre pour 0,9 µm à  1,7 µm de long. Sur milieu Marine Agar, les colonies sont circulaires, convexes, lisses et de couleur crème au bout de un à deux jours d'incubation à 20 °C. La croissance est optimale entre 22 °C et 24 °C mais est possible de 4 °C à 28 °C et pas au-dessus de 30 °C. Ces bactéries ont besoin de NaCl pour leur croissance (entre 2 % et 5 % avec un optimum à 3 %) et elle n'est pas possible en l'absence de NaCl ou à des concentrations supérieures à 6 %. De même, elles peuvent croître à des pH entre 6,5 et 8,0 mais au-delà de ces limites.

### Tests biochimiques
Les tests biochimiques catalase et cytochrome oxydase sont positifs. Ces bactéries possèdent une DNase et une lipase. Elles sont capables de réduire le nitrate en nitrite. Les tests gélatinase, protéase, amylase, et uréase sont négatifs.

### Quinones et acides gras
Le profil des isoprénoides quinones révèle que la quinone Q-8 est majoritaire. Le profil des acides gras cellualaire montre une majorité de C16:1, C18:1, C16:0, C18:2, C10:03-OH, C12:13-OH, C12:1, C18:0 et C18:0.

### GC%
Le contenu en bases nucléiques GC est de 46,6 % à 47 %.

## Résistance aux antibiotiques
Amphritea japonica est susceptible à ampicilline, au Chloramphénicol, à l'érythromycine, la gentamicine, à l'acide nalidixique, la néomycine, la novobiocine et la pénicilline. Par contre, elles résistent à la tétracycline et montrent une suceptibilité variable à la kanamycine et la streptomycine.

## Habitat
Les Amphritea japonica sont des bactéries marines et ont notamment été isolées au large de Kagoshima  au Japon.